# Oppeby landskommun
Oppeby landskommun var en tidigare kommun i Östergötlands län.

## Administrativ historik
När 1862 års kommunalförordningar trädde i kraft inrättades i Sverige cirka 2 500 kommuner. Huvuddelen av dessa var landskommuner (baserade på den äldre sockenindelningen), vartill kom 89 städer och åtta köpingar. Då inrättades i Oppeby socken i Kinda härad i Östergötland denna kommun. 
Vid kommunreformen 1952 uppgick denna i Norra Kinda landskommun som 1974 uppgick i Kinda kommun.

## Politik

### Mandatfördelning i Oppeby landskommun 1938-1946
| 9 | 1 | 2 | 3 | 5 |

| 20 |

| 20 |

| 20 |

| 10 | 3 | 4 | 3 |

| 20 |